# 日本の海軍史
日本海軍の歴史は中世初期のアジア大陸との関わりまでさかのぼる。その活動は16世紀から17世紀にかけての南蛮貿易によるヨーロッパ諸国との貿易で頂点に達する。江戸時代の鎖国によってその技術は西洋に比べて見劣りするようになった。1853年における黒船来襲の時その差は決定的となり、その後の明治維新に繋がる。明治維新により国民国家となった日本は、1870年頃から海軍力の整備を開始した。
帝国海軍の大規模戦役の歴史は、1895年(明治28年)の日清戦争に始り、1905年（明治38年）の日露戦争では、日本海において多くのロシア海軍艦艇を撃沈するなどの戦果を挙げた。
近代化と工業化を急いだ結果、1920年（大正9年）には帝国海軍の戦力は、軍艦保有トン数換算で世界三位になった。その後、欧米諸国との関係悪化などにより太平洋戦争（大東亜戦争）では、太平洋からインド洋にかけての広大な海域で米英蘭豪軍などと交戦し緒戦の多くは勝利を重ねるも、1942年のミッドウェー海戦において航空母艦を4隻失うなどの大損失を被り、日本の戦況はこれを境に劣勢となったといわれている。短期間で戦争を講和に導くことに失敗した海軍は、ソロモン諸島をめぐる消耗戦を経て、やがて艦隊戦力はレイテ沖海戦で壊滅状態となり、南西諸島での航空決戦で航空戦力まで喪失して終戦を迎えた。
アメリカを主体とした連合国による占領を解かれ、主権を回復した後に再建された現代の海上防衛力が、自衛隊の海上組織・海上自衛隊（Japan Maritime Self-Defense Force）である。

## 古代
- 白村江の戦い － 663年。

## 中世
- 新羅の入寇 － 8世紀から11世紀半まで、断続的に続いた。
- 刀伊の入寇 - 1019年。
- 壇ノ浦の戦い - 1185年。
- クビライによる元寇 - 文永の役・1274年、弘安の役・1281年。
- 応永の外寇 － 1419年。
- 文禄・慶長の役 - 豊臣秀吉の朝鮮出兵。文禄の役・1592年、慶長の役・1597年。
- 薩摩藩の琉球侵入 － 1609年。

## 近代
- 台湾出兵
- 日清戦争
  - 豊島沖海戦
  - 黄海海戦
- 日露戦争
  - 仁川沖海戦
  - 黄海海戦
  - 蔚山沖海戦
  - 日本海海戦
- 太平洋戦争（大東亜戦争）
  - 真珠湾攻撃
  - マレー沖海戦
  - セイロン沖海戦
  - 珊瑚海海戦
  - ミッドウェー海戦
  - ソロモン海戦 - ガダルカナル島の戦い
  - マリアナ沖海戦
  - ペリリュー島戦
  - レイテ沖海戦

## 現代
- 自衛隊海外派遣